# Steffen Zesner
Steffen Zesner (Berlino Est, 9 settembre 1967) è un ex nuotatore tedesco.
Specializzato nello stile libero ha vinto quattro medaglie nelle staffette alle Olimpiadi, come rappresentante della Germania Est e in seguito della Germania.

## Palmarès
- Olimpiadi

Seoul 1988: argento nella 4x200m sl e bronzo nella 4x100m sl.
Barcellona 1992: bronzo nella 4x100m sl.
Atlanta 1996: bronzo nella 4x200m sl.
- Mondiali

Madrid 1986: bronzo nella 4x100m sl.
Perth 1991: oro nella 4x200m sl, argento nei 200m sl e nella 4x100m sl.
Roma 1994: bronzo nei 1500m sl e nella 4x200m sl.
- Mondiali in vasca corta

Rio de Janeiro 1995: argento nella 4x200m sl.
- Europei

Strasburgo 1987: oro nella 4x100m sl e argento nella 4x200m sl.
Bonn 1989: bronzo nella 4x200m sl.
Atene 1991: argento nella 4x100m sl e bronzo nella 4x200m sl.
Sheffield 1993: argento nella 4x200m sl e bronzo nella 4x100m sl.
Vienna 1995: oro nei 400m sl e nella 4x200m sl e bronzo nei 1500m sl.
Siviglia 1997: argento nella 4x100m sl e bronzo nella 4x200m sl.
- Vincitore della Coppa del Mondo delle distanze lunghe sl nel 1995